# Svjetska baština u Turskoj
Kronološki popis svjetske baštine u Turskoj po godini upisa na UNESCO-ov popis:
1. 1985. – Povijesni dijelovi Istanbula (z. B. Crkva Chora, Hagia Sophia, Süleymaniye džamija, Džamija Sultana Ahmeta, Teodozijeve zidine, Topkapı Sarayı)
2. 1985. - Nacionalni park Göreme i spomenici u stijenama Kapadocije
3. 1985. - Velika džamija i bolnica u Divriğiju
4. 1986. - Ruševine u Hattuši
5. 1987. - Monumentalne grobnice na brdu Nemrut
6. 1988. - Ruševine Ksantosa sa svetištem Letoon
7. 1988. - Antički grad Hierapolis na terasama Pamukkale
8. 1994. - Stari dio grada Safranbolua
9. 1998. - Arheološke iskopine Troje
10. 2011. - Džamija Selimija i njezin društveni kompleks
11. 2012. - Neolitički lokalitet Çatal Höyük
12. 2014. - Bursa i Cumalıkızık: rođenje Osmanskog carstva
13. 2014. - Pergam i njegov višeslojni kulturni krajolik
14. 2015. - Diyarbakır utvrda i kulturni krajolik Hevsel vrtova
15. 2015. - Efez
16. 2016. - Arheološki lokalitet Ani
17. 2017. - Afrodizija
18. 2018. - Göbekli Tepe
19. 2021. - Arheološki lokalitet Arslantepe
20. 2023. – Gordion
21. 2023. - Drvene hipostilne džamije srednjovjekovne Anatolije
22. 2025. - Sardis i lidijski tumuli Bin Tepea

## Predložena svjeska baština Turske
| - 1994. - Karain špilja - 2000. - Samostan Alahan - 2000. - Alanya - 2000. - Nacionalni park Güllük Dagi-Termessos - 2000. - Harran i Sanliurfa - 2000. - Palača Išak Paše - 2000. - Kekova - 2000. - Kulturni krajolik Mardina - 2000. - Seldžučki karavansaraji od Denzila do Dogubeyazita - 2000. - Crkva sv. Nikole u Demreu, drevnoj Miri - 2000. - Crkva i bunar sv. Petra u Tarsu i okolne povijesne četvrti - 2000. - Samostan Sümela - 2000. - Turbe Ahlata Urartskog i Osmanska citadela - 2009. - Drevni gradovi licijske civilizacije - 2009. - Arheološki lokalitet Perga - 2009. - Arheološki lokalitet Sagalas - 2011. - Džamija Eşrefoğlu - 2011. - Crkva sv. Petra u Hatayu - 2012. - Stari grad Aizanoi - 2012. - Arheološki lokalitet Zeugma - 2012. - Mauzolej Hadži Bektaš Velija u Hacıbektaşu - 2012. - Povijesni spomenici Niğdea - 2012. - Povijesni grad Birgi - 2012. - Dvorac Mamure - 2012. - Mauzolej i sveto područje Hekatomna - 2012. - Srednjovjekovni grad Beçin - 2012. - Povijesni grad Odunpazarı | - 2012. - Kamenolom i radionica skulputura Yesemek - 2013. - Arheološki lokalitet Laodikeia - 2013. - Jezero Tuz - 2014. - Arheološki lokalitet Kültepe-Kaneş - 2014. - Seldžučke medrese - 2014. - Drevni grad Anazarbus - 2014. - Drevni grad Kaunos - 2014. - Drevni grad Korykos - 2014. - Galipolje i Çanakkale, ratne zone Prvog svjetskog rata - 2014. - Eflatun Pınar - 2014. - İznik - 2014. - Mahmutbegova džamija - 2014. - Grobnica Ahi Evrana - 2014. - Džamija Zeynel Abidin i crkva Mor Yakup (vetog Jakova) - 2015. - Otok Akdamar - 2015. - Drevni grad Stratonikeia - 2015. - Eshab-ı Kehf Kulliye - 2015. - Povijesni trgovački grad Mudurnu - 2015. - Grobnica Išmaila Fakirulaha - 2015. - Planina Harşena i grobnice u stijenama pontskih kraljeva - 2015. - Brdska Frigija - 2015. - Kazalište i akvedukti drevnog grada Aspendosa - 2015. - Uzunköprü most - 2015. - Palača Yıldız - 2016. - Most Malabadi - 2016. - Utvrda Tušpa/Van, gradina i stari grad Van | - 2016. - Kompleks sultana Bajezida II., centar medicine - 2016. - Džamija Yivli Minaret - 2016. - Velika džamija u Sivrihisaru - 2016. - Dvorac Bodrum - 2016. - Nuruosmaniye kompleks - 2016. - Drevni grad Kibyra - 2016. - Džamija Haci Bayram i njezina okolica (Distrikt Haci Bayram) - 2016. - Kızılırmak delta i rezervat ptica - 2017. - Arheološki lokalitet Assos - 2017. - Industrijski krajolik Ayvalık - 2017. - Kulturni krajolik Ivriza - 2018. - Niksar, sjedište Danišmendske dinastije. Rano razdoblje anadolske baštine - 2018. - Podzemni vodovodni sustavi, liveri i kašteli Gaziantepa - 2018. - Justinijanov most - 2018. - Arheološki lokalitet Priene - 2018. - Povijesni grad Harput - 2018. - Basilica Therma (Rimske kupke u Sarıkayi) - 2019. - Park prirode špilje Ballıca - 2019. - Trgovačke postaje i utvrde Genove od Sredozemlja do Crnog Mora - 2020. - Povijesni grad Beypazarı - 2020. - Arheološki lokalitet Karatepe-Aslantaş - 2020. - Povijesni lučki grad Izmir - 2020. - Dvorac Zerzevan i njegov Mitrej - 2020. - Dolina Koramaz - 2021. - Kasnoantičke i srednjovjekovne crkve Midyata i okolice (Tur ʿAbdin) - 2021. - Povijesni grad Kemaliye - 2025. - Ankara, urbanizam moderne republikanske prijestolnice |

## Poveznice
- Popis mjesta svjetske baštine u Europi
- Popis mjesta svjetske baštine u Aziji